# Ласло Боднар
Ла́сло Бо́днар (угор. Bodnár László; 25 лютого 1979, Матесалька) — угорський футболіст, захисник.

## Біографія

### Клубна кар'єра
Професійну кар'єру Ласло розпочав у 1996 році за клуб «Дебрецен».
У 2000 році перейшов в «Динамо» (Київ). У сезоні 2001—2002 дебютував у єврокубках. Після приходу на тренерський місток Олексія Михайличенка, втратив місце в складі команди і навесні 2004 року на правах оренди до кінця сезону перейшов в «Арсенал» (Київ). Проте в новому клубі теж не зміг стати основним гравцем і влітку 2004 року покинув Україну.
Контракт гравець підписав із нідерландською «Родою», у якій відразу став основним гравцем. Хороша гра гравця зацікавила австрійський «Ред Булл» (Зальцбург) і під час зимового трансферного вікна сезону 2005—2006 гравець був придбаний австрійським клубом. Навесні 2009 року Зальцбург відмовився продовжити контракт з гравцем, тому влітку, на правах вільного агента повернуся у «Дебрецен». У липні 2010 року покинув клуб і став вільним агентом.

### Збірна
Дебютував за збірну Угорщини 11 жовтня 2000 року в матчі проти збірної Литви.

## Досягнення
- «Динамо» (Київ)
  - Чемпіон України: 2001, 2003
    - Віце-чемпіон України: 2002

  - Володар Кубку України: 2003
    - Фіналіст Кубку України: 2002

- «Ред Булл» (Зальцбург)
  - Чемпіон Австрії: 2007, 2009
    - Віце-чемпіон Австрії: 2008

- «Дебрецен»
  - Чемпіон Угорщини: 2010
  - Володар Кубку Угорщини: 1999, 2010
  - Володар Кубку угорської ліги: 2010
  - Володар Суперкубку Угорщини: 2010